# Ida Lupino
Ida Lupino (ur. 4 lutego 1918 w Londynie, zm. 3 sierpnia 1995 w Los Angeles) – angielsko-amerykańska aktorka filmowa, reżyserka, producentka i piosenkarka.
Była czołową postacią Hollywood lat 50. i 60., zwaną niegdyś Bette Davis dla ubogich. W swoim czasie była jedyną kobietą-reżyserem w amerykańskim przemyśle filmowym.
8 lutego 1960 otrzymała dwie własne gwiazdy w Alei Gwiazd w Los Angeles znajdujące się przy 6821 Hollywood Boulevard i 1724 Vine Street.

## Filmografia
- 1939: Przygody Sherlocka Holmesa jako Ann Brandon
- 1940: Nocna wyprawa jako Lana Carlsen
- 1941: High Sierra jako Marie
- 1941: Wilk morski jako Ruth Webster
- 1943: The Hard Way jako pani Helen Chernen
- 1955: Wielki nóż jako Marion Castle
- 1959: Strefa mroku (serial) jako Barbara Jean Trenton (odc. The Sixteen-Millimeter Shrine)
- 1959: Bonanza (serial) jako Annie O’Toole (odc. The Saga of Annie O’Toole)
- 1964-1966: Wyspa Gilligana (serial)
- 1965: Ożeniłem się z czarownicą (serial) (odc. A is for Aardvark)
- 1968: Batman (serial) jako doctor Cassandra Spellcraft (odc. The Entrancing Dr. Cassandra)
- 1972: Junior Bonner jako Elvira Bonner
- 1972: Columbo (serial) jako ciotka Rogera Stanforda (odc. Short Fuse)
- 1973: Ulice San Francisco (serial) jako Wilma Jamison	(odc. Blockade)
- 1975: Sierżant Anderson (serial) jako Hilda Morris (odc. The Chasers)
- 1977: Aniołki Charliego (serial) jako Gloria Gibson (odc. I Will Be Remembered)